# جورجو پاناریلو
جورجو پاناریلو (انگلیسی: Giorgio Panariello؛ زادهٔ ۳۰ سپتامبر ۱۹۶۰) کمدین، بازیگر، کارگردان فیلم، فیلم‌نامه‌نویس و مجری تلویزیون اهل ایتالیا است.
او کارگردان، نویسنده و بازیگر فیلم موفق بانیوماریا بود که امروزه در ایتالیا یک فیلم کالت محسوب می‌شود.